# 杨伟 (1963年5月)
杨伟（1963年5月—），男，汉族，四川资中人，中华人民共和国航空设计师、中国科学院院士，科协副主席。

## 生平
杨伟初中时期学习优异。自称15岁参加初中毕业考试6门课，5门100、1门99，差1分总成绩满分。1976年底文化大革命结束，全国逐渐学校逐渐恢复秩序。1977他升学读高中一年。同年10月中央宣布回复全国恢复高考。他申请与应届考生同时准备高考。因色弱曾被一些大学的工程专业婉拒，之后在西北工业大学罗时均教授力主下破格录取。1985年，杨伟22岁，毕业于西北工业大学空气动力学与飞行力学专业，获工学硕士学位，同年分配到中国航空工业成都飞机设计研究所工作。34岁晋升为青年研究员，现为成都飞机设计研究所总设计师，是歼-10战斗机研究队伍中的重要成员，歼-10B改进型战斗机、歼-20隐身战斗机和FC-1/JF-17“枭龙”战斗机主要设计负责人。
杨伟于23岁任专业组长，管理“余度管理与可靠性”专业组，这个专业是为研制歼-10“猛龙”的数字式电传飞控系统而专门成立的全新专业。29岁任研究室副主任，30岁任主任，35岁任研究所副所长兼副总设计师，38岁任成都飞机设计研究所总设计师。杨伟在数字式电传飞控系统方面取得了重大成就，主持建立了高度综合化、功能齐全，集控制、测试、仿真为—体的流动试验室，大力推动了三维实体数字化设计，目前正在主持第五代隐身高机动战斗机歼-20的研制工作。
2017年10月，中国共产党第十九次全国代表大会上当选中国共产党第十九届中央委员会候补委员。同年当选中国科学院院士、全国人大代表。2018年在媒體表示下一代第六代戰機設計已經展開。2018年2月24日，当选为第十三届全国人大代表。
2025年1月18日晚，中国航空工业集团有限公司（下称“中航工业”）官网“领导团队”一栏有了变动，集团总经理郝照平、副总经理杨伟的简历被撤下。